# よついろ★パッショナート!
『よついろ★パッショナート！』は2010年12月24日にSkyFishより発売された日本の18禁恋愛アドベンチャーゲーム。性転換で女の子になってしまった主人公の少年が、ガールズバンドを結成して年末のクリスマスライブに参加するまでの奮闘を描く。略称はよつぱと。
SkyFishの第8弾作品。5周年企画第2弾でもある。

## システム
本作は、マウスクリックなどでテキストを読み進め、途中表示される選択肢から主人公の行動を選んでいくことで物語が進行する、オーソドックスな恋愛アドベンチャーゲームである。いわゆる攻略ヒロインは4人。選択肢の全てに好感度のあがるヒロイン・あがらないヒロインが設定されており、すべての選択機会を終えたあと、条件を満たしたヒロインのシナリオへと分岐する仕組みになっている。

## ストーリー
主人公･夏目音子は､一族の抱える“秘密”により転校を繰り返す学園生。新たに通う富士美学園での穏やかな日々を夢見る彼だったが、双子の姉･音奈の気まぐれから、頭をぶつけ合ったショックで強制的に音奈と人格を入れ替わり、女の子の身体で生活することになってしまう。
そんなある日、バンドを結成することを夢見ていた奏という女の子と廊下でぶつかった音子は、その演奏技術を見込まれバンド活動にスカウトされる｡しかし、彼の演奏には秘密があり、バンドもメンバーの半数が初心者という前途多難な日々が幕を開ける｡ 

## 登場人物
夏目 音子 （なつめ おとね）
声：民安ともえ
身長：160cm
体重：55kg
誕生日：12月24日
星座：やぎ座
血液型：B型
本編の主人公。家族の起こした事件により何度となく転校を繰り返している、巻き込まれ型被害者気質の男の子。今回もその事件の一つによって、物語の舞台となる富士美市に引越ししてきた。諸事情により、男子寮に入れず、姉の音奈と同じ寮、同じ部屋で過ごすことになる。しかし、引越早々、双子の姉である音奈の「女の子は飽きた」発言により無理やり身体を入れ替えられ、女の子として学園生活を送ることになった（性転換系の「男の娘」。入れ替わる時以外でも女装する場面が存在する。）。方向音痴であり、母の節子の遺伝を受け継いでいるのがわかる。
夏目家は家族全員が超能力を持っており、音子も超能力者である。
特技はサイコメトリー。奏のギターをはじめて持った時に無意識でその特技を披露し、奏を感激させた。
担当楽器はサイドギターでメインヴォーカル。
夏目 音奈 （なつめ おとな）
声：民安ともえ
身長：160cm
体重：48kg
体格：B85(D)/W56/H84
誕生日：12月24日
星座：やぎ座
血液型：B型
主人公の双子の姉。良く言えば元気で明るく、悪く言えば自由奔放でゴーイングマイウェイな性格。音子とは対照的な性格で、いつも楽しいことを探しており、楽しいことのためならあらゆる労力も犠牲もいとわない。そのため、弟の音子からは「過去の引っ越しの3割はお姉ちゃんのせい」と言われるほどである。
特技はマインドチェンジ。その特技を生かして、音子と入れ替わり、男として学園生活を楽しもうとしたのが今回の物語の発端である。
松岡 奏 （まつおか かなで）
声：雪村とあ
身長：155cm
体重：45kg
体格：B81(B)/W55/H81
誕生日：1月14日
星座：やぎ座
血液型：O型
本作のメインヒロイン。少しおっとりしていて、天然なところもあるけれど、いつもポジティブで明るく、他人のことを気遣う優しい女の子。数年前にバンド活動をしていた姉の演奏にあこがれて、自分もバンド活動を楽しみたいと思っていたときに音子と出会い、ふとしたきっかけで彼が超能力を使って奏のギターを見事に演奏したことに感激し、バンド同好会へ彼(彼女?)を勧誘した。
担当楽器はメインギターでバントリーダー。クリスマスフェスタのときにはMCも担当。
和泉 響花 （いずみ きょうか）
声：上田朱音
身長：158cm
体重：48kg
体格：B86(E)/W57/H83
誕生日：8月31日
星座：乙女座
血液型：A型
音子のクラスメイトで奏のルームメイト。凛とした雰囲気と真面目な性格から、クラス内では委員長を務め、寮では寮長も務める才色兼備な女の子。趣味はお菓子作りとロボット関連のアニメや音楽。奏の興味を惹く音子にヤキモチを妬いたりする可愛い一面もある。短いスカートを履く事に抵抗があるのだが、同様に極端に短い丈の制服のスカートの方は何故か何の苦もせず履いていられるため、そこを奏に突っ込まれている。
奏の親友だが、バンド活動には当初は失敗すると奏が悲しむと思い否定的だった。しかし、奏たちの説得により、バンド活動をすることになる。
担当楽器はベースギター。同じリズム隊の葉澄とは会話を通してだんだん仲良くなっていく。
幸田 葉澄 （こうだ はづみ）
声：早瀬やよい
身長：152cm
体重：43kg
体格：B74(A)/W51/H76
誕生日：7月1日
星座：かに座
血液型：O型
一人称ははずみん。音子たちの1年後輩。バンドのムードメーカーで元気なのが取り柄な女の子。昔は病弱だった。怖い物も苦手で、季節外れの肝試しをしたときは、失神してしまったこともある。なんとなく小動物っぽい雰囲気を持っているが、パワーは無限大である。実家は富士美市で喫茶店を営んでいる。外見は小柄なものの、ドラムに対する思い入れは人一倍強く、バンドメンバーを探していた音子たちの話を聞いてドラムセットごとバンドメンバーに加入する。趣味は抱きつき。よく響花に抱きついているが、本人いわく将来ないすばでぃ～んになる訓練中らしい。
担当楽器はドラム。
幸田 幹慈 （こうだ かんじ）
声：古河徹人
身長：182cm
体重：71kg
誕生日：12月2日
星座：いて座
血液型：A型
男の格好をした音奈のクラスメイト。葉澄の兄でもある。何事にも動じない性格を持っており、また勉強、スポーツ、ルックス、実家の手伝い、とすべてをパーフェクトにこなすまさに「出来る男」。しかし無類の可愛いもの好きで、可愛ければ男女問わず迫ってしまうという変態チックな一面も持っている。
バンドには協力的で、音子や響花が楽器をはじめる際、資金に困っていたバンドメンバーに楽器代を渡した。それと引き換えにアルバイトをさせ、店の知名度をあげようと一石二鳥を目論んだ。
夏目 節子 （なつめ せつこ）
声：まきいづみ
身長：162cm
体重：49kg
誕生日：9月10日
星座：乙女座
血液型：AB型
物語の途中で富士美学園に赴任してきた教師で音奈と音子の母親。普段は奏以上におっとりしていて、天然な女性で性格的には母親より、歳不相応に若作りなお姉さんのような雰囲気を持つ人。しかし以前に住んでいた家を「ゴキブリが出た」という理由だけで木っ端微塵に破壊するような超能力を持っており、夏目家の引っ越しの原因の7割は彼女にあると子供に言われるほど。だが子供のことはちゃんとサポートしたり、支えたりする母親らしい一面も持っている。

## 音楽
オープニングテーマ
- Lively Passion!
  - 歌：民安★ROCK

挿入歌
- 冬羽
  - 歌：民安★ROCK

エンディングテーマ
- ハル・コイ
  - 歌：民安★ROCK

## スタッフ
- 企画・原案・監督：ひろもりさかな
- 原画・キャラクターデザイン：ひなた睦月[2]
- シナリオ：巳無月、宮村優[2]
- 音楽：民安★ROCK[1]

## 開発
本作の企画は、設立直後のSkyFishを民安ともえと「けんせい」が訪れたときに遡る。本作プロデューサーのひろもりさかなは、民安★ROCKのCD『TECHNORIDER TAMMY』を聴き、「これと雰囲気があったゲームをつくりたい」と思ったという。民安とは『鋼炎のソレイユ』などでの仕事上の付き合いが続き、4年後に新作は音楽モノでどうか、との話が上がった。
ひろもりは、「音楽を民安さんにお願いした場合、主人公兼ボーカルだろうとは頭にありました」と述べ、（『ソレイユ』の）蒼龍流の人気があったことから、トランスセックス的な内容でも問題はないと考えたとしている。
ひろもりがこだわった点は「主人公が女の子になってしまう」「女の子たちがキャッキャウフフするような雰囲気で、たとえ主人公の正体がバレてもその関係が持続する、女の子同士の明るい部活モノにしたい」の2点であった。ひろもりのアイデアを、監督・シナリオの己無月が形にしていった。己無月には高校時代バンドを組んでいた経験があった。己無月は暗い要素をあまり入れないよう注意したという。ひろもりは対バン勝負などの障害要素は意図的に排除する方針をとった。

## 反響

### 批評
『PC Angel neo』2011年2月号で本作をレビューしたマリオITOは、クリアまでに約12時間を要したと報告し、「ヒロインたちがうらやましいくらい前向き」に感じたといい、心地よい癒やし系物語として読者に勧めている。
『女装少年ゲーム大全』（ミリオン出版）が本作の音子を「男の娘」として取り上げている。『大全』は、女装と精神入れ替えの二通りの手段で「男の娘」になるのは珍しいとしている。また、音奈は入れ替わった自分の身体に発情する変態であり、音奈に襲われるシーンがあるため、女の子に襲われてみたい願望を持つプレイヤーに勧められるとしている。